# FK Sierpuchow
FK Sierpuchow (ros. ФК «Серпухов») – rosyjski klub piłkarski, mający siedzibę w mieście Sierpuchow, 100 km na południe od Moskwy. Obecnie występuje w III diwizionie. 

## Historia
Chronologia nazw:
- 1927: FK 10 let Oktiabria Sierpuchow (ros. ФК «10 лет Октября» Серпухов)
- 1945: Zespół miasta Sierpuchow (ros. К-да г. Серпухова Серпухов)
- 1963: Zwiezda Sierpuchow (ros. ФК «Звезда» Серпухов)
- 1968: Awangard Sierpuchow (ros. ФК «Авангард» Серпухов)
- 1994: FK Sierpuchow (ros. ФК «Серпухов»)
- 2006: Zwiezda Sierpuchow (ros. ФК «Звезда» Серпухов) – po fuzji z Lokomotiw-M Sierpuchow
- 2011: FK Sierpuchow (ros. ФК «Серпухов»)
- 2012: klub rozwiązano
- 2017: Zwiezda Sierpuchow (ros. ФК «Звезда» Серпухов)
- 2018: FK Sierpuchow (ros. ФК «Серпухов»)

Klub piłkarski 10 let Oktiabria został założony w miejscowości Sierpuchow w 1927 roku i reprezentował miejscowy zakład "10 let Oktiabria". Na początku istnienia zespół brał udział w lokalnych rozgrywkach aż do przerwy w mistrzostwach spowodowanej wybuchem II wojny światowej. Po wznowieniu rozgrywek w 1945 roku klub został odnowiony jako Zespół miasta Sierpuchow. W 1961 roku startował w grupie 2 Rosyjskiej FSRR Klass B Mistrzostw ZSRR (D2), zajmując 10.miejsce. W następnym sezonie 1962 awansował na 3.miejsce w grupie 2 Rosyjskiej FSRR Klass B. W 1963 klub został przemianowany na Zwiezda Sierpuchow. Po reorganizacji systemu lig, klub zakwalifikował się do Klassy B (D3). Najpierw zwyciężył w grupie 1 Rosyjskiej FSRR, a potem również był pierwszym w półfinale II wśród 5 drużyn, aby w turnieju finałowym Rosyjskiej FSRR zdobyć trzecie miejsce (wśród 4 klubów). Potem do 1969 występował w trzeciej lidze, ale z powodu reformy mistrzostw został zdegradowany do rozgrywek amatorskich.
Po wznowieniu rozgrywek w Rosji w 1992 zespół kontynuował występy na poziomie amatorskim. W 1994 klub zmienił nazwę na FK Sierpuchow i z przerwami występował w mistrzostwach Rosji wśród amatorów. Dopiero w 2006 po fuzji z Lokomotiw-M Sierpuchow, który od 2005 brał udział w drugim diwizionie, klub z nazwą Zwiezda Sierpuchow startował w trzeciej lidze. Po zakończeniu sezonu 2009 klub zrezygnował z występów profesjonalnych i potem występował w rozgrywkach amatorskich w grupie A moskiewskiego obwodu III diwizionu. W 2010 zmienił nazwę na FK Sierpuchow. Po zakończeniu sezonu 2011/12 klub został rozwiązany.
W 2017 klub został reaktywowany jako Zwiezda Sierpuchow i ponownie startował w grupie A lub B moskiewskiego obwodu III diwizionu. W 2018 powrócono do obecnej nazwy FK Sierpuchow.

## Barwy klubowe, strój
| Czerwony | Biały |

Klub ma barwy czerwono-białe. Zawodnicy domowe spotkania zazwyczaj grają w czerwonych koszulkach, czerwonych spodenkach oraz czerwonych getrach.

## Sukcesy

### Trofea międzynarodowe
Nie uczestniczył w rozgrywkach europejskich (stan na 31-05-2019).

### Trofea krajowe
Rosja
| \| \| Zdobyte trofea w rozgrywkach Rosji (stan na: 31-05-2019) \| |                                                          |      |          |
| Rozgrywki                                                         | Osiągnięcie                                              | Razy | Sezon(y) |
| · Mistrzostwo                                                     | I miejsce                                                | 0    |          |
| · Mistrzostwo                                                     | II miejsce                                               | 0    |          |
| · Mistrzostwo                                                     | III miejsce                                              | 0    |          |
| · Puchar                                                          | zdobywca                                                 | 0    |          |
| · Puchar                                                          | finalista                                                | 0    |          |
| · Puchar                                                          | 1/64 finału                                              | 1    | 2009/10  |
| II liga                                                           | I miejsce                                                | 0    |          |
| II liga                                                           | II miejsce                                               | 0    |          |
| II liga                                                           | III miejsce                                              | 0    |          |
| Rosja                                                             | Zdobyte trofea w rozgrywkach Rosji (stan na: 31-05-2019) |      |          |

- II diwizion (D3):
  - 5.miejsce (1x): 2008 (Centr)

ZSRR
| \| \| Zdobyte trofea w rozgrywkach Związku Radzieckiego (stan na: 31-12-1992) \| |                                                                         |      |                   |
| Rozgrywki                                                                        | Osiągnięcie                                                             | Razy | Sezon(y)          |
| Mistrzostwo                                                                      | I miejsce                                                               | 0    |                   |
| Mistrzostwo                                                                      | II miejsce                                                              | 0    |                   |
| Mistrzostwo                                                                      | III miejsce                                                             | 0    |                   |
| Puchar                                                                           | zdobywca                                                                | 0    |                   |
| Puchar                                                                           | finalista                                                               | 0    |                   |
| Puchar                                                                           | 1/16 finału                                                             | 1    | 1961              |
| II liga                                                                          | I miejsce                                                               | 0    |                   |
| II liga                                                                          | II miejsce                                                              | 0    |                   |
| II liga                                                                          | III miejsce                                                             | 1    | 1962 (gr.2 RFSRR) |
|                                                                                  | Zdobyte trofea w rozgrywkach Związku Radzieckiego (stan na: 31-12-1992) |      |                   |

- Klass B (D3):
  - 3.miejsce (1x): 1963 (RFSRR)

## Poszczególne sezony

### Rozgrywki międzynarodowe

#### Europejskie puchary
Nie uczestniczył w rozgrywkach europejskich.

### Rozgrywki krajowe
ZSRR
| \| \| Bilans występów klubu w rozgrywkach piłkarskich Związku Radzieckiego (Stan na 31 grudnia 1992 r.) \| |                                                                                                   |        |       |   |   |   |    |    |     |           |        |        |      |
| Poziom | Rozgrywki                                                                                         | Sezony | Mecze | Z | R | P | B+ | B– | Pkt | Lata      | Awanse | Spadki | Naj. |
| I | Wysszaja Liga                                                                                     | 0      |       |   |   |   |    |    |     |           |        |        |      |
| II | Klass B - gr.RFSRR                                                                                | 2      |       |   |   |   |    |    |     | 1961–1962 | 0      | 1      | 3    |
| III | Klass B - gr.RFSRR                                                                                | 7      |       |   |   |   |    |    |     | 1963–1969 | 0      | 1      | 3    |
| | Puchar ZSRR                                                                                       | ?      |       |   |   |   |    |    |     | 1937–1968 | 0      | 0      | 1/16 |
| | Bilans występów klubu w rozgrywkach piłkarskich Związku Radzieckiego (Stan na 31 grudnia 1992 r.) |        |       |   |   |   |    |    |     |           |        |        |      |

Rosja
| \| Rosja \| Bilans występów klubu w rozgrywkach piłkarskich Rosji (Stan na 31 maja 2019 r.) \| \| |                                                                                 |        |       |   |   |   |    |    |     |                    |        |        |      |
| Poziom                                                                                            | Rozgrywki                                                                       | Sezony | Mecze | Z | R | P | B+ | B– | Pkt | Lata               | Awanse | Spadki | Naj. |
| I                                                                                                 | Priemjer-Liga                                                                   | 0      |       |   |   |   |    |    |     |                    |        |        |      |
| II                                                                                                | Pierwyj diwizion                                                                | 0      |       |   |   |   |    |    |     |                    |        |        |      |
| III                                                                                               | Wtoroj diwizion                                                                 | 4      |       |   |   |   |    |    |     | 2006–2009          | 0      | 1      | 5    |
| IV                                                                                                | Trietij diwizion                                                                | 5      |       |   |   |   |    |    |     | 2010–2012, od 2017 | 0      | 1      | 3    |
|                                                                                                   | Puchar Rosji                                                                    | ?      |       |   |   |   |    |    |     | od 2006            | 0      | 0      | 1/64 |
| Rosja                                                                                             | Bilans występów klubu w rozgrywkach piłkarskich Rosji (Stan na 31 maja 2019 r.) |        |       |   |   |   |    |    |     |                    |        |        |      |

## Struktura klubu

### Stadion
Klub piłkarski rozgrywa swoje mecze domowe na stadionie Trud w Sierpuchowie, który może pomieścić 5000 widzów.

### Inne sekcje
Klub prowadzi drużyny dla dzieci i młodzieży w każdym wieku.

## Kibice i rywalizacja z innymi klubami

### Rywalizacja
Największymi rywalami klubu są inne zespoły z okolic.

### Derby
- Arsienał Tuła
- FK Kaługa